# Kloster Makenjaz

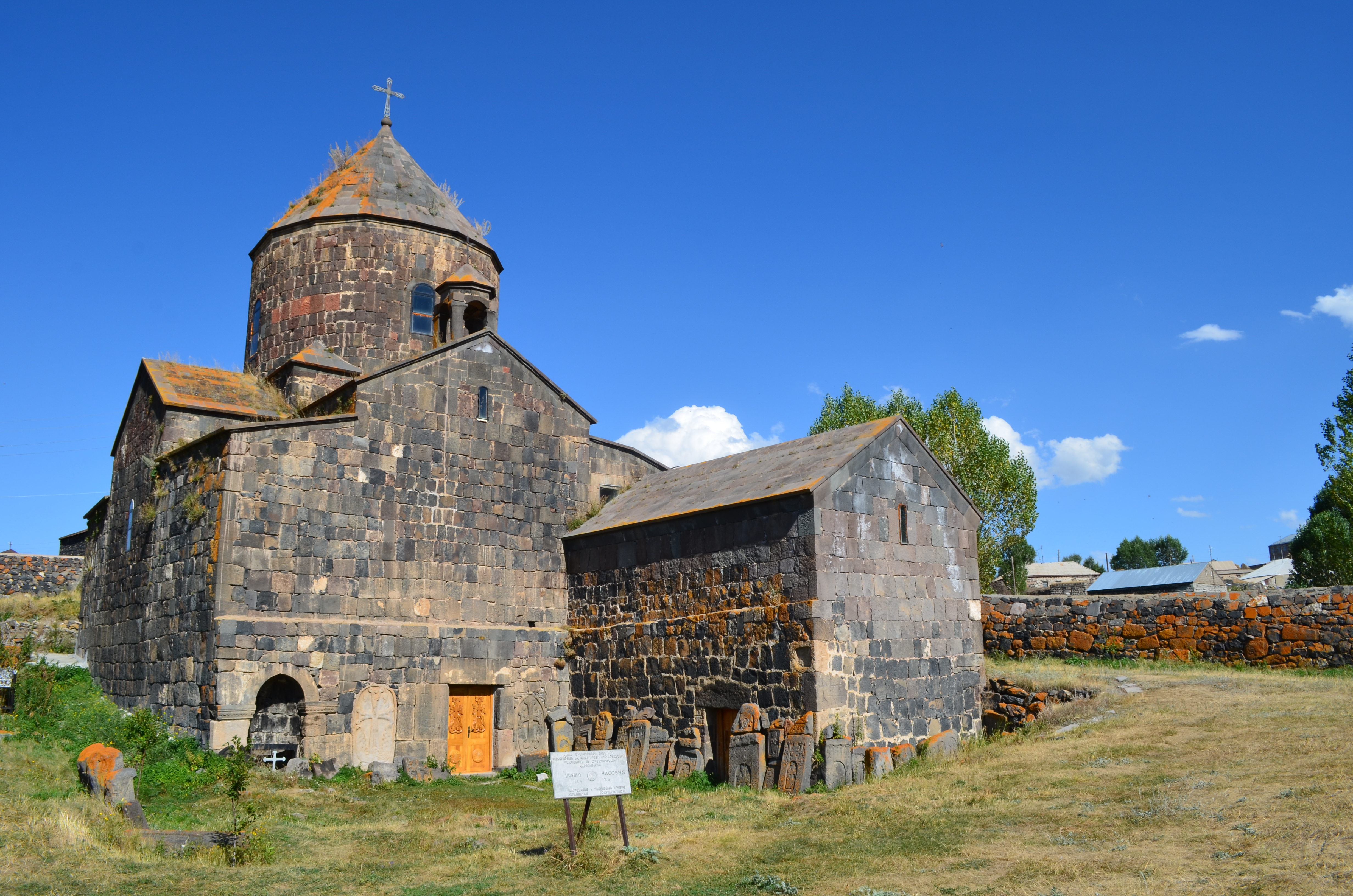
Kloster Makenjaz (Mak‛enoc‛)

Kloster Makenjaz (armenisch Մաքենյաց վանք Makenjaz Wank, auch Makenozaz Wank) ist ein ehemaliges Kloster der Armenischen Apostolischen Kirche in der ostarmenischen Provinz Gegharkunik. Gegründet wurde es im 9. Jahrhundert. Im Mittelalter war es ein wichtiges Kultur- und Bildungszentrum von Gegharkunik. Heute ist es verlassen. Die Gebäude sind teilweise zerstört und das Areal ist überwachsen.

## Lage
Das Kloster liegt etwa fünf Kilometer südlich des Sewansee, dem größten Süßwassersee Armeniens in unmittelbarer Nähe des Dorfes Makenis auf einem Steil aufsteigenden Felsen über einer Schlucht am Ufer eines Flusses.

## Baubeschreibung

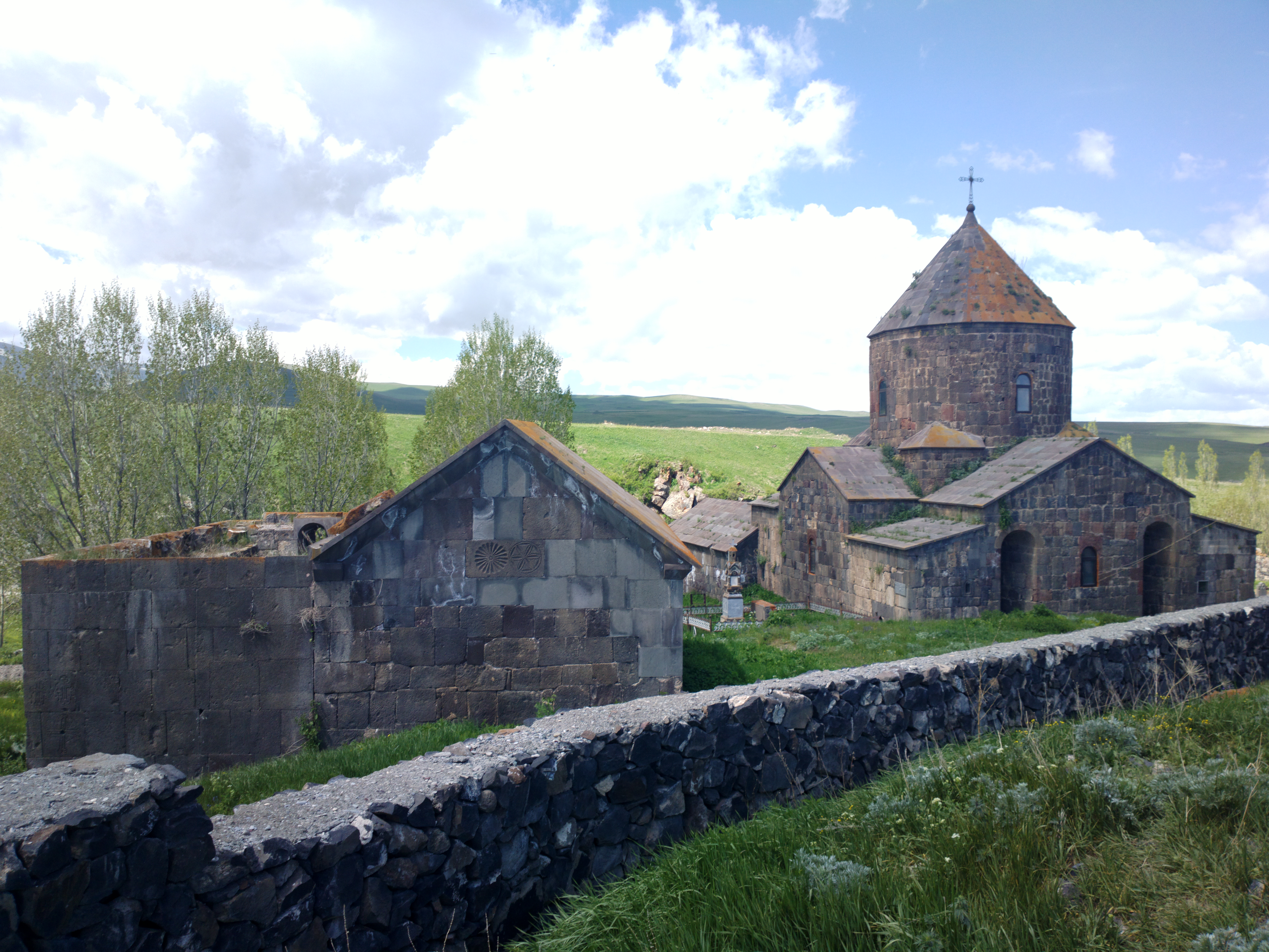
Kloster Makenjaz (im Vordergrund die Reste der Latrine)

Der Klosterkomplex ist von einer Mauer umgeben. Die Gebäude innerhalb des Mauerrings wurden vom Ende des 9. bis zum 13. Jahrhundert errichtet. Die Hauptkirche Surb Astwazazin (armenisch Սուրբ Աստվածածին, „Heilige Muttergottes“, westarmenisch Surp Asdwadsadsin, andere Umschriften Surb Astvatsatsin, Surp Astvatsatsin, Surb Astuacacin) ist eine Kreuzkuppelkirche mit drei Apsiden. Sie wurde aus Basaltstein errichtet. An der Westseite gibt es zwei große und hohe Anbauten. Der zentrale Kirchenraum ist von einer konischen Kuppel mit einem Tambour bekrönt. Licht gelangt durch vier Fenster im Tambour in das Innere des Gebäudes. Über dem südwestlichen Eingang befindet sich eine zweite kleine Kuppel mit einem kleinen Tambour. Auf beiden Seiten des Altars gibt es große Seitenkapellen, deren Zugänge reich mit Reliefs verziert sind. Über dem Eingangsportal ist auf der Innenseite das Relief eines Pferdes zu sehen. Ein weiteres Pferderelief ist an der Basis der südwestlichen Säule zu sehen. Der Glockenturm befindet sich über dem Westgiebel. Im westlichen Gebäudeabschnitt ist auch das Taufbecken zu sehen. Der Gawit ist heute weitgehend zerstört. Erhalten blieb lediglich eine Kapelle an der Südwestseite.
Auf dem Klosterareal gibt es einen kleinen Friedhof, der seit dem Mittelalter in Benutzung ist. Auf dem Gelände sowie im Inneren der Kirche stehen einige Chatschkare (kunstvoll behauene Gedächtnissteine mit einem Reliefkreuz in der Mitte, das von geometrischen und pflanzlichen Motiven umgeben ist). Zum Klosterkomplex gehört noch eine mittelalterliche Latrine, die sich in der Südwestecke des Areals befindet.

## Geschichte
Nach Angaben von Chroniken aus dem 13. Jahrhundert gründete ein Fürst namens Grigor Supan das Kloster im Jahre 851. Heute gilt jedoch eine Gründung im späten 9. Jahrhundert als wahrscheinlicher. Nach der Klostergründung muss der Fluss seinen Lauf verändert haben, da die Latrine an der Außenmauer nun einige Meter vom Ufer entfernt ist.